# Stylatula austropacifica
Stylatula austropacifica is een Pennatulaceasoort uit de familie van de Virgulariidae. De wetenschappelijke naam van de soort is voor het eerst geldig gepubliceerd in 2007 door Williams.